# Lubow Kuźmina
Lubow Jewgienjewna Kuźmina (ros. Любовь Евгеньевна Кузьмина; ur. 17 czerwca 1986) – rosyjska zapaśniczka startująca w stylu wolnym. Szósta w Pucharze Świata w 2009 i dziewiąta w 2011. Druga w mistrzostwach Rosji w 2010 i trzecia w 2009, 2012 i 2013 roku.